# Michael Schlickau
Michael Schlickau (* 7. Januar 1969 in Wilnsdorf) ist ein ehemaliger deutscher Radrennfahrer.

## Sportliche Laufbahn
Sein erster bedeutender Erfolg war ein Etappensieg im Rennen Flèche du Sud 1996 im Trikot der deutschen Nationalmannschaft. Er beendete das Etappenrennen beim Sieg von Marc Lotz auf dem dritten Rang der Gesamtwertung. 
Er gewann einige Eintagesrennen und Kriterien in Deutschland, konnte aber auch die niederländische Limburg-Rundfahrt für sich entscheiden. 1996 fuhr er die Internationale Friedensfahrt, die er als 57. beendete. Sein letzter Sieg gelang ihm in der Betzdorfer City-Night. Von 1996 bis 2001 war er als Berufsfahrer aktiv, eine Saison startete er für das Radsportteam Gerolsteiner.